# Cal Tomàs (la Baronia de Rialb)
Cal Tomàs és un edifici del municipi de la Baronia de Rialb (Noguera) que forma part de l'Inventari del Patrimoni Arquitectònic de Catalunya.

## Descripció
És un edifici de planta rectangular amb coberts i annexos afegits. Té celler, planta baixa amb quadres i magatzems, planta pis i planta sota coberta. La porta té una gran llinda de pedra i destaca una de les finestres col·locades de forma irregular amb ampit motllurat i llinda amb arc conopial pla. L'església o capella del lloc era romànica i es reformà l'any 1635.

## Per anar-hi
- Carretera del Forat de Bulí, km. 4,7
- Pista a les Cases de la Serra